# Brit Awards de 1997
O Brit Awards de 1997 foi a 17ª edição do maior prêmio anual de música pop do Reino Unido. Eles são administrados pela British Phonographic Industry e ocorreram em 24 de fevereiro de 1997 no Earls Court Exhibition Centre em Londres.

## Performances
- Bee Gees – "Medley of Songs"
- Diana Ross com participação de Jamiroquai – "Upside Down"
- The Fugees – "Killing Me Softly with His Song"
- Manic Street Preachers – "A Design for Life"
- Mark Morrison – "Return of the Mack"
- Prince – "Emancipation"
- Sheryl Crow – "Everyday Is a Winding Road"
- Skunk Anansie – "Teenage Kicks"
- Spice Girls – "Wannabe / Who Do You Think You Are"

## Vencedores e nomeados
| Álbum Britânico do Ano (apresentado por Zoë Ball) | Produtor Britânico do Ano (apresentado por Sharleen Spiteri) |
| --- | --- |
| - Manic Street Preachers – Everything Must Go - Kula Shaker – K - Lighthouse Family – Ocean Drive - George Michael – Older - Ocean Colour Scene – Moseley Shoals | - John Leckie - Absolute, Richard Stannard and Matt Rowe - Hugh Jones - Mike Hedges - Tricky |
| Single Britânico do Ano (apresentado por Caroline Aherne) | Vídeo Britânico do Ano (apresentado por Frank Skinner) |
| - Spice Girls – "Wannabe" - Babybird – "You're Gorgeous" - Kula Shaker – "Tattva" - Lighthouse Family – "Lifted" - Manic Street Preachers – "A Design for Life" - George Michael – "Fastlove" - Mark Morrison – "Return of the Mack" - Oasis – "Don't Look Back in Anger" - The Prodigy – "Firestarter" - Underworld – "Born Slippy" | - Spice Girls – "Say You'll Be There" - The Chemical Brothers – "Setting Sun" - Dodgy – "Good Enough" - Jamiroquai – "Virtual Insanity" - Manic Street Preachers – "A Design for Life" - George Michael – "Fastlove" - Orbital – "The Box" - The Prodigy – "Breathe" - The Prodigy – "Firestarter" - Spice Girls – "Wannabe" |
| Artista Solo Masculino Britânico (apresentado por Elton John) | Artista Solo Feminina Britânica (apresentado por Naomi Campbell) |
| - George Michael - Mark Morrison - Mick Hucknall - Sting - Tricky | - Gabrielle - Dina Carroll - Donna Lewis - Eddi Reader - Louise |
| Grupo Britânico (apresentado por Colin Jackson & Vinnie Jones) | Melhor Revelação Britânica (apresentado por Jo Whiley) |
| - Manic Street Preachers - Kula Shaker - Lightning Seeds - Ocean Colour Scene - Spice Girls | - Kula Shaker - Alisha's Attic - Ash - Babybird - The Bluetones - Lighthouse Family - Longpigs - Mansun - Mark Morrison - Skunk Anansie - Space - Spice Girls |
| Artista Dance Britânico (apresentado por Samantha Fox) | Melhor Gravação de Trilha Sonora |
| - The Prodigy - The Chemical Brothers - Jamiroquai - Mark Morrison - Underworld | - Trainspotting - Dangerous Minds - Evita - La Passione - Mission: Impossible |
| Artista Solo Masculino Internacional (apresentado por Snoop Dogg) | Artista Solo Feminina Internacional (apresentado por Eddie Izzard) |
| - Beck - Babyface - Bryan Adams - Prince - Robert Miles | - Sheryl Crow - Celine Dion - Joan Osborne - Neneh Cherry - Toni Braxton |
| Grupo Internacional (apresentado por Lennox Lewis) | Melhor Revelação Internacional (apresentado por Gary Barlow & Louise Redknapp) |
| - The Fugees - Boyzone - The Presidents of the United States of America - R.E.M. - The Smashing Pumpkins | - Robert Miles - Fun Lovin Criminals - Joan Osborne - The Presidents of the United States of America - The Tony Rich Project |

### Contribuição Excepcional para a Música
- Bee Gees

## Momentos notáveis

### Vestido de Geri Halliwell
Geri Halliwell que usava o vestido da bandeira do Reino Unido enquanto se apresentava no palco com o grupo. Halliwell estava originalmente usando um vestido todo preto, mas ela achou que era muito chato, então sua irmã costurou a bandeira do Reino Unido, com um sinal de 'paz' nas costas, para não ofender ninguém. Foi usado durante a apresentação de "Who Do You Think You Are". Mais tarde, ela vendeu seu vestido em um leilão de caridade para o Hard Rock Cafe em Las Vegas por um recorde de £ 41.320, dando a Halliwell o recorde mundial no Guinness para a peça mais cara de roupas de uma pop-star já vendidas. A performance ganhou como a mais memorável de 30 anos no Brit Awards de 2010.

### Melanie C e Liam Gallagher
Antes da cerimônia em 1997, o membro do Oasis, Liam Gallagher declarou na mídia britânica que ele não estava indo para o Brit Awards porque se ele esbarrasse nas Spice Girls, ele iria bater nelas. Em resposta a isso, quando as Spice Girls receberam o prêmio de Melhor Single Britânico, durante seu discurso de aceitação, a Sporty Spice desafiou Gallagher dizendo "Venha e experimente se você acha que é forte o suficiente".